# Thamiaraea brittoni
Thamiaraea brittoni är en skalbaggsart som först beskrevs av Thomas Casey 1911.  Thamiaraea brittoni ingår i släktet Thamiaraea och familjen kortvingar. Inga underarter finns listade i Catalogue of Life.